# Garfield megye (Nebraska)
Garfield megye az Amerikai Egyesült Államokban, azon belül Nebraska államban található. Megyeszékhelye és legnagyobb városa Burwell. Lakosainak száma 1813 fő (2020. április 1.). Garfield megye Holt, Valley, Loup, Wheeler és Custer megyékkel határos.

## Népesség
A megye népességének változása:
| Lakosok száma | 2041 | 1989 | 1992 | 2035 | 2028 | 1813 |
|               | 2010 | 2011 | 2012 | 2013 | 2015 | 2020 |